# Cephalostemon gracilis
Cephalostemon gracilis là một loài thực vật có hoa trong họ Rapateaceae. Loài này được (Poepp. & Endl.) R.H.Schomb. mô tả khoa học đầu tiên năm 1845.